# Wilhelm Ernst (Verwaltungsbeamter)
Wilhelm Ernst (* 8. Dezember 1885 in Marbach am Neckar; † 30. Mai 1963 in Stuttgart) war ein württembergischer Oberamtmann.

## Leben
Ernst, Sohn eines Kaufmanns und evangelischer Konfession, studierte von 1903 bis 1908 Rechtswissenschaften in Tübingen, Heidelberg und Berlin. Er war Mitglied der Studentenverbindung Turnerschaft Hohenstaufia Tübingen. 1908 legte er die erste und 1912 die zweite höhere Dienstprüfung ab.
Danach trat er in die württembergische Innenverwaltung ein. Er wurde 1920 Hilfsberichterstatter im Range eines Regierungsrats im württembergischen Innenministerium und 1921 dort wirklicher Regierungsrat. Von 1923 bis 1928 war er Polizeidirektor in Tübingen. Er leitete als Oberamtmann von 1928 bis 1931 das Oberamt Herrenberg. 1931 wurde er Oberregierungsrat in der Ministerialabteilung für das Hochbauwesen und 1938 dort Regierungsdirektor. Er wurde 1946 Richter am Verwaltungsgerichtshof im Range eines Ministerialrats und 1946 Präsident des Verwaltungsgerichtshofs. 1950 wurde er pensioniert.
1952 erhielt er das Bundesverdienstkreuz.